# El Zarco, Guerrero
El Zarco är en ort i Mexiko.   Den ligger i kommunen Zihuatanejo de Azueta och delstaten Guerrero, i den södra delen av landet, 300 km sydväst om huvudstaden Mexico City. El Zarco ligger 52 meter över havet och antalet invånare är 776.
Terrängen runt El Zarco är platt söderut, men norrut är den kuperad. Terrängen runt El Zarco sluttar söderut. Runt El Zarco är det glesbefolkat, med 19 invånare per kvadratkilometer. Närmaste större samhälle är Zihuatanejo, 15,5 km väster om El Zarco. Omgivningarna runt El Zarco är en mosaik av jordbruksmark och naturlig växtlighet.